# Lamprospilus badaca
Lamprospilus badaca is een vlinder uit de familie van de Lycaenidae. De wetenschappelijke naam van de soort werd als Thecla badaca in 1868 gepubliceerd door William Chapman Hewitson.

## Synoniemen
- Thecla zurkvitzi Schaus, 1902
- Thecla fernanda Jones, 1912
- Thecla angusta Lathy, 1936
- Arases spectaculorum Johnson & Adams, 1993
- Gigantorubra melanorubra Johnson, 1993
- Gigantorubra exotissima Johnson, 1993
- Angulopis microterminatis Johnson & Kroenlein, 1993
- Gigantorubra mininota Johnson, 1993
- Gigantorubra solitaria Johnson, 1993
- Gigantorubra bahia Johnson, 1993
- Gigantorubra adamsi Johnson, 1993
- Gigantorubra necbadaca Johnson, 1993
- Gigantorubra argenomontana Johnson, 1993
- Angulopis vioangulis Johnson & Kroenlein, 1993
- Angulopis rubrolimbacosta Johnson & Kroenlein, 1993
- Angulopis ruborbiculis Johnson & Kroenlein, 1993
- Gigantorubra ornamentata Johnson, 1993
- Angulopis obscurus Johnson & Kroenlein, 1993
- Gigantorubra clintoni Johnson, 1993